# Espèce menacée (série télévisée)
Espèce menacée est une série télévisée suisse en six épisodes de 45 minutes, créée par Bruno Deville et Léo Maillard en collaboration avec l'humoriste Marina Rollman. La série est produite par Rita Productions en coproduction avec la RTS. Elle est lancée en première mondiale au Locarno Film Festival le 10 août 2024 et diffusée ensuite sur Play Suisse.
Se situant dans la ville fictive d'Excelsior, une station de ski dans les Alpes suisses confrontée aux effets du réchauffement climatique, la série dépeint un groupe de personnages au cœur de diverses crises personnelles et sociales. Dans une atmosphère de comédie satirique, elle explore avec humour des thèmes d'actualité tels que le climat, le tourisme, et la transformation des masculinités.

## Synopsis
La série suit deux intrigues principales :
- D'un côté, Tiffany (Émilie Charriot), directrice de l'office de tourisme d'Excelsior, tente d'organiser un carnaval chaotique en pleine fonte des glaciers, tout en participant à un enterrement de vie de jeune fille qui vire au désastre lorsque la future mariée, Solange (Sodadeth San), disparaît mystérieusement.
- Parallèlement, son compagnon Victor (Vincent Veillon), ancien guide de montagne, se reconvertit en coach de vie pour hommes en crise identitaire. Avec son frère Virgile (Vincent Kucholl) et une bande d'amis, ils forment le "Cercle de la Marmotte" pour se réinventer, mais se retrouvent mêlés à des situations loufoques et conflictuelles.

## Distribution
- Émilie Charriot : Tiffany
- Vincent Veillon : Victor
- Rébecca Balestra : Kim
- Tiphanie Bovay-Klameth : Charlie
- Vincent Kucholl : Virgile
- Sodadeth San : Solange
- Thomas Wiesel : Thomas
- Baptiste Gilliéron : Brice
- Yoann Blanc : Camille
- Marina Rollman : Venla, écologiste finlandaise
- Nathan Thomas : Loris
- Yann Marguet : Prosper
- Alexandre Kominek : Karl, glaciologue
- Rodrigo Peñalosa : Lancelot

## Équipe technique
- Créateurs : Bruno Deville, Léo Maillard, Marina Rollman
- Réalisateur : Bruno Deville
- Directeur de la Photographie : Joseph Areddy
- Musique originale : Olivia Pedroli, Maxime Steiner
- Son : Marc von Stürler, Denis Séchaud
- Montage : Karine Sudan, Valentin Rotelli, Damián Plandolit
- Cheffe maquillage : Laurence Rieux
- Cheffe costumes : Anna Van Brée
- Cheffe décoratrice : Margaux Renvoisé
- Sociétés de production : Rita Productions, RTS
- Producteurs : Pauline Gygax, Max Karli

## Accueil et Réception
À son lancement en avant première mondiale, la série a été bien accueillie au Locarno Film Festival, avec des critiques soulignant l'humour et la pertinence des thèmes abordés.